# Sen Scypiona (KV 126)
Sen Scypiona (wł. Il sogno di Scipione), KV126 – opera (serenata drammatica) Wolfganga Amadeusa Mozarta do libretta Metastasia na podstawie „Sommnium Scipionis” Cycerona. Skomponowana w marcu 1772 w Salzburgu. Premiera miała miejsce w początku maja 1772 w pałacu arcybiskupim w Salzburgu.

## Osoby
- Scypion (Scypion Afrykański Młodszy) – tenor
- Fortuna – sopran
- Costanza – sopran
- Publio (Scypion Afrykański Starszy), wuj i przybrany ojciec Scypiona – tenor
- Emilio (Lucjusz Emiliusz Paulus Macedoński) rodzony ojciec Scypiona – tenor

Chór zbawionych dusz.

Akcja toczy się w czasach Republiki rzymskiej.

## Historia utworu
Mozart komponował tę operę z okazji przypadającej w styczniu 1772 roku 50. rocznicy święceń kapłańskich arcybiskupa Salzburga Sigismunda von Schrattenbacha. 16 grudnia 1771 roku arcybiskup von Schrattenbach zmarł, a na jego miejsce wybrany został (w marcu 1772) Hieronymus von Colloredo – Mozart zaadaptował dzieło do nowych okoliczności, zmieniając jedynie imię adresata w ostatniej arii, tzw. „licenzie”, która wyciąga morał z opowieści. Zabieg Mozarta polegał na zamianie włoskiej wersji imienia „Sigismondo” (Zygmunt) na „Girolamo” (Hieronimus).
Autograf opery: Staatsbibliothek w Berlinie.